# Ascomorpha minima
Ascomorpha minima is een raderdiertjessoort uit de familie Gastropodidae. De wetenschappelijke naam van deze soort is voor het eerst geldig gepubliceerd in 1910 door Hofsten.